# Téléphone
Téléphone var ett franskt rockband. De bildades 1976 och splittrades 1986. Med sin musik som kombinerade hårdrock och punk framtrdde man som (det sena) 1970-talets mest inflytelserika franska rockgrupp.
Téléphone bildades den 12 november 1976. Bandet består av Jean-Louis Aubert (sång), Louis Bertignac (gitarr), Richard Kolinka (trummor) och Corine Marienneau (bas). Efter sitt femte album Un autre monde (En annan värld) år 1984, splittrades bandet den 21 april 1986, på grund av inre stridigheter.
Gruppens fem album sålde alla mellan 500 000 och 1 000 000 exemplar. Som mycket få andra franska rockgrupper nådde man även framgångar utomlands.

## Diskografi

### Studio
- 1977 - Téléphone (Anna)
- 1979 - Crache ton Venin
- 1980 - Au cœur de la nuit
- 1982 - Dure limite
- 1984 - Un autre monde

### Live
- 1986 - Le Live
- 2000 - Paris 81

### Singlar
- 2004 - Ca c'est vraiment toi
- 2004 - Au coeur de la nuit
- 2004 - Argent trop cher

### Samlingar
- 2003 - Best of Telephone
- 2003 - Paris 1981